# Nagasarete Airantō
Nagasarete Airantō (ながされて藍蘭島?  lit. Naufragio...Isla Airan) es una serie manga Japonesa creada por el mangaka Japonés Takeshi Fujishiro. Fue serializada por primera vez en la revista manga Monthly Shōnen Gangan en enero de 2002, publicada por Square Enix. Actualmente, trece volúmenes han sido lanzados en Japón. Pocos años después, unos drama CDs basados en el manga, fueron lanzados. El 4 de abril de 2007, comenzó a transmitirse una adaptación al anime realizada por el estudio Feel.
A pesar de su poca popularidad del anime, Nagasarete Airantō es considerado un anime con seguimiento de culto.

## Argumento
Nagasarete Airantō gira en torno a Ikuto Tōhōin, protagonista principal, quien se escapó de su casa a consecuencia de haber tenido una pelea con su padre. Ikuto decide abordar un crucero, repentinamente el barco es golpeado por una gran tormenta, tirando por la borda a Ikuto. Él se despierta al día siguiente y descubre que está en una isla desierta poblada únicamente por chicas. Ikuto es extremadamente popular en la isla por ser el único hombre en ella, como resultado, prácticamente todas las mujeres de la isla presionan a Ikuto para convertirse en su esposo. Tras esto, conoce a Suzu, quien es nieta de la "jefa" de la isla y decide que Ikuto vivirá con Suzu, por el momento; pero a Ikuto al principio le resulta difícil adaptarse, especialmente con la peculiar población de la isla . Mientras tanto, Suzu hace todo lo posible para proteger a Ikuto de sus amigas. Sin embargo, Ikuto aún no desea quedarse en la isla, por lo que, poco después de haber llegado, trata de escapar en barco; pero descubre que la isla está completamente rodeada por remolinos y tornados, lo cual, lo dejan sin la posibilidad de poder escapar por mar o por aire. Sin otra alternativa, Ikuto comienza a adaptarse a la vida en la isla. Intenta enviar un mensaje a su hermana para disculparse por no estar allí, hasta que un día por fin decide salir de la isla a toda costa tras haber recibido una carta de su hermana diciendo que salió a buscarlo y terminó perdida. Al salir de la isla descubre que su hermana, se encontraba en una isla perdida viviendo junto a los hombres que desaparecieron de la isla donde Ikuto apareció tras el accidente. Al marcharse su hermana, a Ikuto no le queda más remedio que volver a la isla, donde organizan el "segundo torneo para cazar al novio" (Esta parte de la historia en el anime difiere de la historia original del manga) .

## Personajes
- Ikuto Tōhōin (東方院 行人 Tōhōin Ikuto?)

Seiyūs: Sōichirō Hoshi (CD drama), Hiro Shimono (anime)
Es un Joven de 15 años que escapo de casa de su padre quien lo trataba mal y le decía que era una persona que jamás llegaría a hacer algo en su vida y que no valía la pena que intentase algo en lo que iba a fallar y así le queda un trauma de intentar las cosas cuando le dicen la frase "zettai muri" (imposible), y por esto decide escapar en un crucero. Al principio es difícil para el vivir en la isla pero se acostumbra rápido y aprende incluso a hablar con los animales al igual que todos en la isla, aunque es imposible acostumbrarse al acoso de las chicas.
- Suzu (すず?)

Seiyū: Yui Horie (CD drama/anime)
Es una joven de 15 años y de cabello largo, bastante fuerte ágil y buena en todo aunque muy distraída en especial en cuestiones de amor, su padre también se perdió y su madre murió por lo cual vivía sola con Tonkatsu hasta que llegó Ikuto, ella, en parte, odia los días de lluvia ya que extraña a su madre quien siempre la protegía cuando llovía, pero Ikuto y las demás chicas están al tanto de esta situación por lo que las chicas siempre la van a visitar, ella empieza a sentir aprecio y amor por Ikuto al darse cuenta de que estaba celosa. Sus momentos de celos son poco inocentes, a pesar de su carácter. Cuando la ira la invade comienza a a emanar un aura tenebrosa a su alrededor.
- Ayane (あやね?)

Seiyū: Yukari Tamura (CD drama), Saeko Chiba (anime)
Tiene la misma edad de Suzu pero no es tan buena como ella en muchos aspectos por lo cual siempre la molesta para probar que ella es mejor, sobre todo, está celosa de la rápida madurez del cuerpo de Suzu (en especial los pechos), ella vive en el templo de la isla con su madre y su hermana Machi, es algo así como una sacerdotisa aunque su hermana es mejor que ella.
- Machi (まち?)

Seiyūs: Masumi Asano (CD drama), Mikako Takahashi (anime)
Hermana mayor de Ayane, tiene 18 años, su mayor debilidad es que le digan vieja, ella es la sacerdotisa por preferencia ya que ella conoce mucho de magia y es muy buena preparando pociones y sellando espíritus, siempre tortura a su hermana con un muñeco vudú clavándole agujas o estacas y Ayane termina tirada en el suelo de dolor.
- Rin (りん?)

Seiyūs: Yū Asakawa (CD drama), Ryōko Shiraishi (anime)
Es la carpintera de la isla y tiene 21 años, hay una chica llamada Mikoto que está enamorada de ella ya que aun siendo mujer se comporta muy masculina y también siempre está huyendo para que esta no la desnude, ella quiere mucho a Ikuto incluso trata de ser más femenina para gustarle.
- Mikoto (みこと?)

Seiyū: Akeno Watanabe (anime)
Mikoto es una kunoichi, y está enamorada de Rin. Esta celosa de Ikuto, ya que Rin le tiene más aprecio a este que a ella. A diferencia de las otras chicas, esta no tiene ningún interés hacia Ikuto, incluso lo odia a tal punto de llegar a tirarle shurikens u objetos pesados.
- Yukino (ゆきの?)

Seiyūs: Rie Kugimiya (CD drama), Shizuka Hasegawa (anime)
Ella es la más joven de la isla teniendo 11 años, le encanta estar con animales en especial con Kuma-Kuma una osa un tanto rara, ella siempre quiere demostrar que ella ya es una niña madura. Ikuto estando junto a Yukino descubre que las chicas en la isla pueden hablar con los animales e incluso aprende a hacerlo.
- Shinobu (しのぶ?)

Seiyū: Orie Kimoto (anime)
Shinobu es la hermana mayor de Mikoto y al igual que esta es una kunoichi, pero a diferencia que esta se inclina más por la espada que por los shurikens y kunais. También, suele terminar las frases con "de gozaru" y tiene un horrible sentido de orientación. Su primera aparición en el anime es en el capítulo 18, ya que, esta había ido a entrenar al bosque pero decide regresar porque se enteró de que había llegado un chico llamado Ikuto que derrotó al Rey del norte.
- Chikage (ちかげ?)

Seiyūs: Ai Nonaka (CD drama), Shizuka Itō (anime)
Usa lentes, Vive en una mansión estilo europeo, es la persona que más conocimientos tiene en la isla, tiene tecnología actual y muchas cosas aunque no sabe como usarlas para eso necesita a Ikuto, es algo así como una sabelotodo que quiere saber que es Ikuto, también quiere saber de donde este viene, como es el lugar del que viene y que diferencia tiene con las mujeres.
- Mei-Mei (めいーめい?)

Es una chica tímida, ella lleva un traje chino, trabajaba en un circo por allí conoció a "Thona" un Kappa, le sucedió lo mismo que ikuto, ella fue arrastrada por el mar hacia la isla Airantou.
- Obaba (オババ?)

Seiyū: Kujira
Jefa de la aldea y al mismo tiempo abuela de Suzu, ella hace todo lo posible para que su nieta se quede con Ikuto quien es el único hombre en la isla, para esto hace concursos, aleja a las demás y para colmo hace que Ikuto se quede en la casa de Suzu para que sea solo de ella.
- Pandaro:

Rey del bosque del Este
- Tonkatsu:

Pequeño cerdo mascota de Suzu, aunque a todos los animales de la isla se les puede entender al hablar, a él no, solamente puede hacer el sonido "Pu".
- Sashimi:

Guardian de los océanos es una orca un tanto circular
- Kuma kuma:

Oso hembra de la pequeña Yukino y su mejor amiga, tiene una marca en forma de luna en la parte del pecho que la distingue.
- Monjiro:

Avestruz y mascota de ayane, en una ocasión la llamó para que la salvara de caer por una cascada pero las avestruces no vuelan.
- Taka Taka:

Una especie de Halcón gigante, también amiga de Yukino y su madre.

## Lista de Episodios
01 - A la deriva, ¡¿en el paraíso?!
02 - El Novio de la Novia Perseguido
03 - Gorrón Acomedido
04 - Corre y Escapa, One-Sama - Sorpréndete, Espíritu Malvado 
05 - Buscando a Kuma-Kuma 
06 - Las Termas están Calientes 
07 - Nyan es mi Maestro 
08 - Invitados por el Observador 
09 - Quiero Encontrar al Sucesor 
10 - ¡La Lluvia es mi Amiga! 
11 - Usando hielo para que baje la fiebre 
12 - Está Delicioso, Entrenamiento de Esposa 
13 - Quiero Verte, Ikuto 
14 - Qué Vergüenza, el Personaje Disfrazado 
15 - Intentando Mejorar, Mei Mei 
16 - ¡Recuperemos el territorio, Líder! 
17 - Cambiando, Magia
18 - Vamos a Competir, Ninja 
19 - Envuelto de Misterio Detective (Parte 1) 
20 - Envuelto de Misterio Detective (Parte 2) 
21 - Siendo Engañado, Ponpoko 
22 - Siendo Descubierto, el Pájaro Azul 
23 - Llévame Contigo, la Escuela Primaria. 
24 - Naufragado. el Mensaje en la Botella 
25 - Siendo Forjada, el Insignificante 
26 - Surgiendo, la isla Airantou

## Música
Opening: 
1. Days por Yui Horie

Endings:
1. Say Cheese por Yui Horie (episodios del 1 al 12)
2. Pu~! por Akeno Watanabe (episodio 13)
3. Koisuru Tenkizu (恋する天気図?) por Yui Horie (episodios del 14 al 25)
4. Days por Yui Horie (episodio 26)

- Datos: Q1200040